# Carl Rothe
Carl Ludvig Kirstein Rothe (født 13. oktober 1859 i København, død 27. maj 1923 på Nøjsomhed sammesteds) var en dansk jurist og redaktør.
Carl Rothe var søn af kommandør Andreas Bjørn Rothe (død 1874) og hustru Olivia f. Kirstein (død 1899), blev student 1877 og cand.jur. 1883. Han var bestyrer af et kursus til Søofficersskolen og Hærens Officerskoles næstældste klasse 1883-93, blev dr.phil. (Om Nægtelsernes Brug i det iranske Sprog) i 1890 og var redaktør af Berlingske Tidende 1896-99 og af Samfundet 1900-02.
Han var Ridder af Dannebrog, Dannebrogsmand, medlem af forretningsudvalget og sekretær i Komitéen for Børne- og Sygepleje i Dansk Vestindien, medlem af bestyrelsen for Det vestindiske Kompagni (indtil deltes overgang til Østasiatisk Kompagni), formand i bestyrelsen for Det dansk-vestindiske Lotteri (senere Dansk Koloniallotteri) fra 1904, medlem af bestyrelsen for Aktieselskabet Dampmøllerne Alliance. Han udgav: Verbets Syntax paa Fransk, Lidt om Vestindien og Om Skolevæsenet paa de dansk-vestindiske Øer (i kommissionsbetænkningen af 1903).
Rothe levede på landstedet Nøjsomhed på Østerbro og udstykkede løbende arealerne rundt om bygningen. Han lod gaden Rothesgade opkalde efter sig selv og Kirsteinsgade efter sin morfader, teaterdirektør Carl Ludvig Kirstein. Nøjsomhedsvej henviser til landstedet, der dog ikke lå her, men på den trekantede grund mellem de nuværende Sankt Jakobs Gade (nr. 4) og Gustav Adolfs Gade. Rothe døde ugift 1923, og Nøjsomhed blev revet ned samme år og erstattet af en nyklassicistisk etageejendom.